# Passe para frente

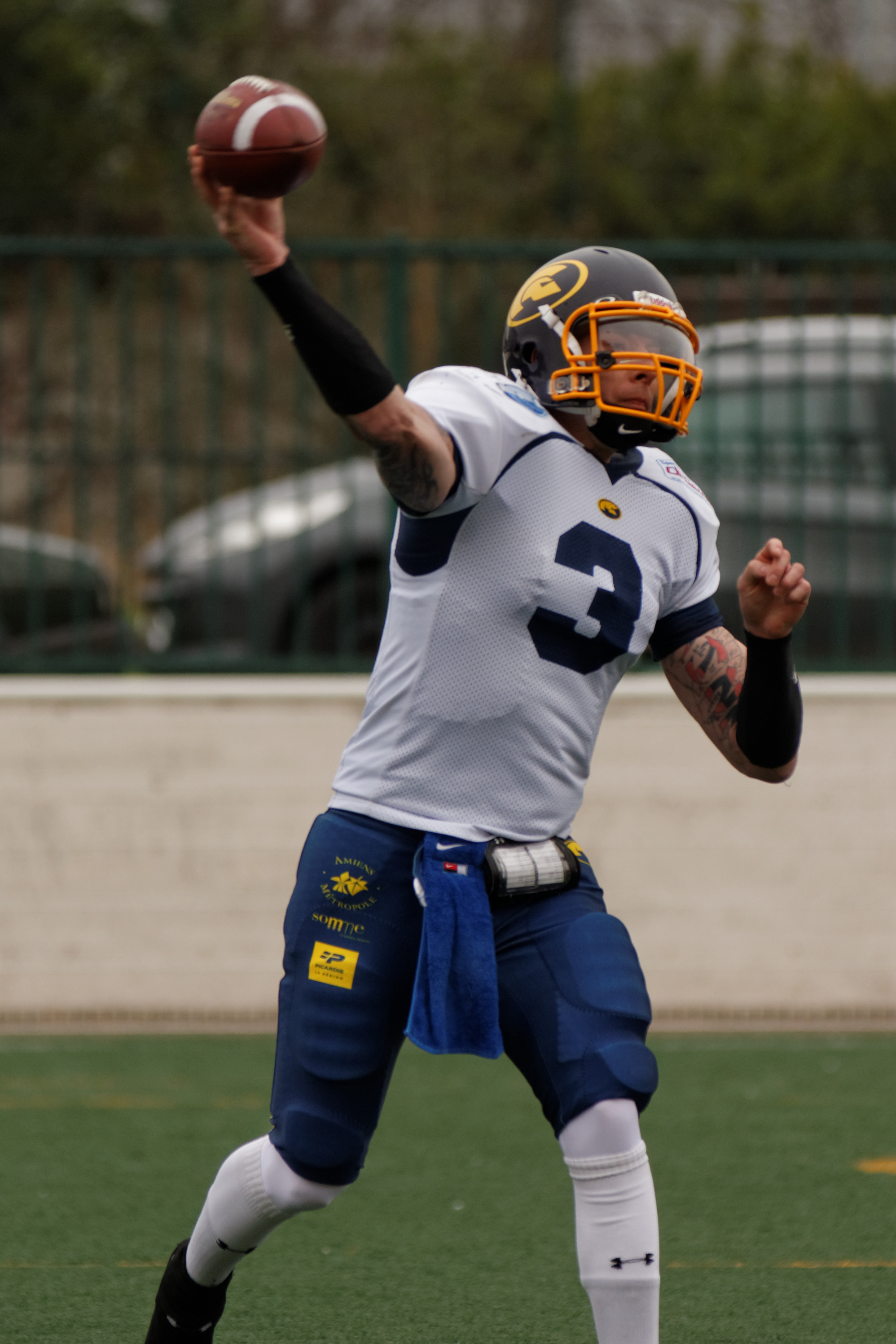
Um quarterback se prepara para fazer o passe enquanto ainda está no "pocket".

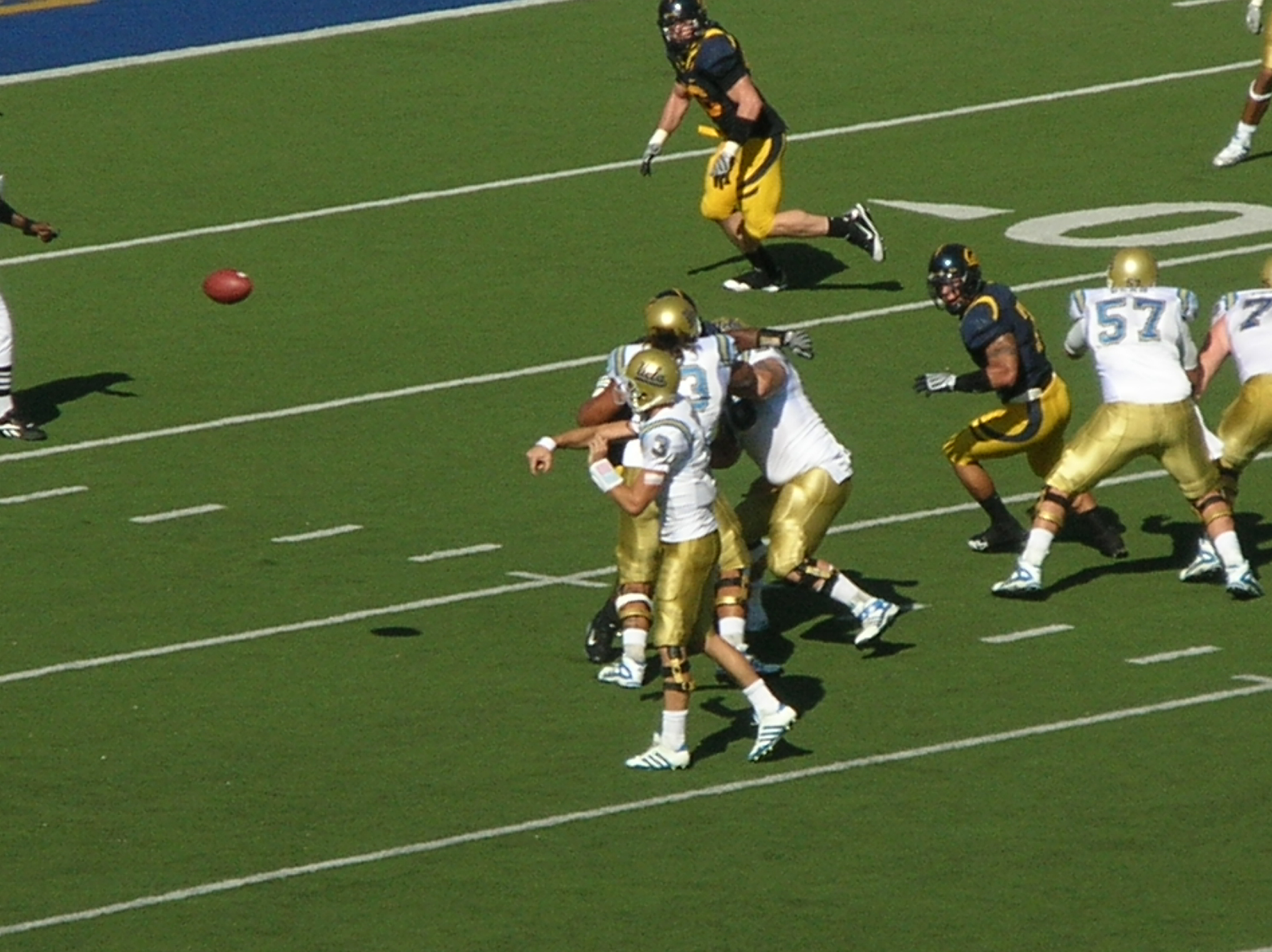
Um passe para frente sendo executado

No futebol americano, o passe para frente é quando o lançador faz um passe para a direção em que o time ofensivo está tentando chegar até a goal line adversária. Apesar do passe para frente estar sendo executado desde 1876, o primeiro passe para frente enquadrado nas regras do futebol americano foi feito em 1906, depois das regras terem sido mudadas. Outra mudança nas regras aconteceu em 18 de janeiro de 1951, quando foi estabelecido que nem o center, tackle ou o guard poderiam receber um passe para frente. As regras atuais determinam quem pode fazer este passe e em que circunstâncias o jogador de defesa pode tentar impedi-lo. O principal passador é o quarterback. Algumas fórmulas são usadas para medir a eficiência do quarterback passando a bola, a principal sendo o passer rating.